# Красногвардійський краєзнавчий музей
Красногвардійський краєзнавчий музей — краєзнавчий музей у селищі Курман (АРК, Україна); зібрання матеріалів та об'єктів з історичного та культурного розвитку Курманського району та про персоналії, які з ним пов'язані. Музей є культурно-освітньою та науково-дослідною установою, основне призначення якої полягає у вивченні, збереженні і використанні пам'яток природи, матеріальної і духовної культури, популяризації здобутків національної і світової історико-культурної спадщини.

## Опис
Музей заснований 1995 року, розташований на площі 320 м² у будівлі споруди першої половини XX століття.
Наразі у фондах музею знаходяться 4870 експонатів, пов'язаних з історією Курманського району, Другою світовою війною та діяльністю видатних постатей селища і району. Серед експонатів наявні предмети побуту кінця XIX — початку XX століття, що належали представникам різних національностей — грекам, росіянам, естонцям, німцям, кримським татарам, українцям, і щоденники-спогади командира Біюк-Онларського партизанського загону Пилипа Солов'я, і перехідні червоні Прапори переможців Всесоюзного соціалістичного змагання. В одному з залів встановлено погруддя В. Криворотова, який працював головою колгоспу «Росія» у селі Восход. У музеї зберігається значна кількість документів і фотографій.
Музей проводить зустрічі з відомими земляками, уроки краєзнавства, літературні години та інші заходи. У ньому організовують виставки митців. Щорічно музей відвідує близько п'яти тисяч осіб. Сьогодні краєзнавчий музей являє собою центр культурного життя населеного пункту та його головну визначну пам'ятку.

## Окупація
В часи російської окупації музей перетворився на майданчик пропаганди «русского міра».